# Morar Carioca
Morar Carioca é um programa de gentrificação, habitação, sustentabilidade e urbanismo da Prefeitura do Rio de Janeiro em parceria com o Ministério das Cidades. Criado em 2009, é uma nova versão do controverso programa "Favela-Bairro" que também tem como objetivo acabar com as favelas da cidade. Porém, diferente do primeiro que levou infraestrutura a algumas favelas da Zona Sul; e consequentemente a otimização do comércio e do turismo nessas áreas acabaram incentivando o crescimento das favelas; o "Morar Carioca" tem a função de construir conjuntos habitacionais (cohabs) para realojar os moradores das favelas, para reduzi-las, mesmo que essa mudança seja feita por meio de despejos e desapropiações.
O programa também visa acabar com a desordem urbana, fazendo com que a classe baixa e média baixa também passe a pagar contas de água, luz, gás e IPTU, além reduzir o tráfico de drogas na cidade.
Até 2020 planeja-se construir 251 cohabs para a remoção de 586 favelas, reduzindo em 67% o número de barracos da cidade, reduzindo o número de residentes de favelas de 1,5 milhão em 2010 para 460 mil em 2020. As unidades habitacionais possuem cinco cômodos: dois quartos, sala, cozinha e banheiro, em um total de 45 metros quadrados de área útil.
Em alguns pontos foi detectada a presença de infiltrações, por isso será realizada também a versão verde do programa; unidades habitacionais construídas graças à utilização de técnicas de sustentabilidade como o reaproveitamento de água das chuvas, aquecimento solar lâmpadas econômicas, sensores de presença nas áreas comuns e maior conforto técnico e acústico.